# Elecciones generales de Vanuatu de 2004
Las elecciones generales vanuatuenses de 2004 se celebraron en Vanuatu el 6 de julio de 2004. La coalición entre el Vanua'aku Pati y el Partido Nacional Unido ganó el mayor número de escaños, pero no fue capaz de ganar una mayoría para el nombramiento de un primer ministro de la coalición. Dicha mayoría la consiguió reunir Serge Vohor de la Unión de Partidos Moderados, el cual fue nombrado primer ministro.
Sin embargo, tras establecer relaciones con Taiwán, fue depuesto del cargo por una moción de censura y reemplazado por el líder del Partido Nacional Unido Ham Lini.

## Resultados
| Partidos y coaliciones                                                       | Votos | % | Escaños |
| ---------------------------------------------------------------------------- | ----- | - | ------- |
| VP-PNU - Vanua'aku Pati - Partido Nacional Unido (Parti national uni)        |       |   | 18      |
| Unión de Partidos Moderados (Union des Partis Moderés)                       |       |   | 9       |
| Partido Republicano de Vanuatu (Parti Républican de Vanuatu)                 |       |   | 4       |
| Confederación Verde (Confédération Verte)                                    |       |   | 3       |
| Partido Progresista Popular (Parti progressiste populaire)                   |       |   | 3       |
| Partido Progresista Melanesio {Parti progressite mélanésien)                 |       |   | 2       |
| Asociación de la Comunidad Nacional (Association de la communauté nationale) |       |   | 2       |
| Partido de la Acción Popular (Parti de l'Action Populaire)                   |       |   | 1       |
| Namangi Aute                                                                 |       |   | 1       |
| Independientes (sin partido)                                                 | -     |   | 9       |
| Total                                                                        |       |   | 52      |
| Fuente: IPU                                                                  |       |   |         |